# Dave Meyers (cestista)
David William Meyers, detto Dave (San Diego, 21 aprile 1953 – Temecula, 9 ottobre 2015), è stato un cestista statunitense, professionista nella NBA.

## Carriera
Venne selezionato dai Los Angeles Lakers al primo giro del Draft NBA 1975 (2ª scelta assoluta).

## Palmarès
- 2 volte campione NCAA (1973, 1975)
- NCAA AP All-America First Team (1975)